# José Vergniory
Pas d'image ? Cliquez ici

a Compétitions nationales et continentales officielles uniquement.

José Vergniory, né le 22 mars 1938 à Vilademuls (Espagne), est un joueur de rugby à XIII français évoluant aux poste de centre dans les années 1950 à 1960.
Natif d'Espagne, venu en France juste après sa naissance avec des parents fuyant le régime franquiste, José Vergniory est sollicité au lycée La Violette à Toulouse par d'anciens treizistes devenus professeurs de sport, Marcel Dax et André Melet, et découvre le rugby en 1955. Il s'engage en 1956 au Villefranche XIII Aveyron et prend la direction du R.C. Albigeois  en 1957. Avec ce club, il remporte deux titres de Championnat en 1958 face à l'A.S. Carcassonne et en 1962 face à l'U.S. Villeneuve, et connaît une finale perdue face au R.C. Roanne de Jean Barthe et Claude Mantoulan en 1960. Il s’illustre au sein du club albigeois aux côtés d'André Rives, Guy Husson, Marcel Bonnet, Gabriel Bellot, Jean Villeneuve, Bernard Fabre et Roger Garrigue. Il clôt sa carrière à seulement 26 ans pour privilégier sa famille et son métier d'instituteur.
Dans les années 1970, il devient entraîneur du R.C. Albigeois  entre 1973 et 1975 emmenant le club au titre de la Coupe de France en 1974.

## Palmarès

### En tant que joueur
- Collectif :
  - Vainqueur du Championnat de France : 1958 et 1962 (Albi).
  - Finaliste du Championnat de France : 1960 (Albi).

#### Détails en club
| Saison    | Saison                 | Championnat           | Championnat | Coupe           | Coupe      |
| Saison    | Saison                 | Comp.                 | Class.      | Comp.           | Class.     |
| --------- | ---------------------- | --------------------- | ----------- | --------------- | ---------- |
| 1957-1958 | RC Albigeois           | Championnat de France | Champion    | Coupe de France | 1/2 finale |
| 1958-1959 | RC Albigeois           | Championnat de France | 1/2 finale  | Coupe de France | 1/8 finale |
| 1959-1960 | RC Albigeois           | Championnat de France | Finaliste   | Coupe de France | 1/4 finale |
| 1960-1961 | Bataillon de Joinville | Championnat de France | 12e         | Coupe de France | 1/4 finale |
| 1961-1962 | RC Albigeois           | Championnat de France | Champion    | Coupe de France | 1/4 finale |
| 1962-1963 | RC Albigeois           | Championnat de France | Barrage     | Coupe de France |            |
| 1963-1964 | RC Albigeois           | Championnat de France | 1/4 finale  | Coupe de France | 1/8 finale |

### En tant qu'entraîneur
- Collectif :
  - Vainqueur de la Coupe de France : 1974 (Albi).